# S/2018 J 3
S/2018 J 3 är en av Jupiters månar. Den upptäcktes år 2018 av Scott S. Sheppard. S/2018 J 3 är cirka 1 kilometer i diameter och roterar kring Jupiter på ett avstånd av cirka 22 888 000 kilometer.
S/2018 J 3 har ännu inte fått något officiellt namn.